# Bill Craig
William Norval „Bill“ Craig (* 16. Januar 1945 in Culver City; † 1. Januar 2017 in Newport Beach) war ein US-amerikanischer Schwimmer.

## Karriere
Craig nahm im April 1963 an den Panamerikanischen Spielen in São Paulo teil. Zusammen mit der Staffel gewann er über 4 × 100 m Lagen Gold. Im Sommer desselben Jahres brach die Staffel den Weltrekord über 4 × 100 m Lagen. Über selbige Distanz nahmen sie an den Olympischen Spielen 1964 in Tokio teil. Dort gewannen sie die Goldmedaille und verbesserten ihren Weltrekord auf eine Zeit von erstmals unter vier Minuten.
Craig besuchte bis 1967 die University of Southern California. Dort gewann er drei Titel bei Wettbewerben der NCAA und der AAU. Später arbeitete der US-Amerikaner im Finanzsektor, unterrichtete und besaß ein Restaurant.